# 友寄隆英
友寄 隆英（ともより たかひで、1975年 - ）は、テレビ朝日ディレクター・テレビプロデューサー・演出家、YouTuberである。兵庫県出身。

## 経歴
1975年に兵庫県で生まれる。岡山県の岡山白陵高校を経て、茨城大学に進学後、劇団に入団。元々は獣医師志望だったが、19歳から『珍プレー好プレー』（フジテレビ）などで製作会社のアシスタントディレクターのアルバイトを始める。茨城大学農学部を卒業後は、オーディションに落ちたためテレビスタッフを志すようになり、フリーディレクターを経て2003年にテレビ朝日入社。平城隆司班の河口勇治チーフプロデューサーの元でディレクター、その後、奥川晃弘ゼネラルプロデューサーの下でプロデュース・演出などを担当してきた。2010年には、ゼネラルプロデューサーに昇格し一部の番組で担当している（演出兼務の番組もある）。
『いきなり!黄金伝説。』（テレビ朝日）では、ディレクター（後に演出・プロデューサー→ゼネラルプロデューサー）として裏方を務め、一ヶ月一万円生活や無人島0円生活においてよゐこに無茶をやらせる。その結果、濱口優曰く「おしゃれでシュールな」芸風を現在の芸風に変えてしまったという。
2017年から2019年まで放送された旅バラエティー番組『陸海空 地球征服するなんて』（テレビ朝日）ではゼネラルプロデューサーとして番組制作を統括する傍ら、部族アースの取材ディレクターも担当。通称「ナスD」として出演。
2020年4月から2025年2月まで自身の冠番組『ナスD大冒険TV』が放送されていた。
2020年7月よりエグゼクティブディレクターに昇格。
2025年3月19日、前述した自身の冠番組『ナスD大冒険TV』について、友寄によるパワーハラスメントと経費の不適切流用行為が確認されたため、同番組を打ち切りとし、友寄を降格の懲戒処分としたことが発表された。その後6月までにアーカイブ運用センターに異動になっていたことが明らかになった。

## 人物
信条は「演者にやらせる前に自分でやってみる」であり、実際に『いきなり!黄金伝説。』ではロケを行う前に自らロケーションハンティングを行い、無人島生活を実際に行っているため、無人島のことなら日本一詳しいと豪語する。
別番組では、10分近く潜水しながら海産物を獲るという素人離れした芸当も披露した。本人曰く「自宅の風呂場で息止めの練習をして徐々に息を止められる時間を延ばした」という。また、モリを用いた漁も上手く、漁師にスカウトされる程の腕前で、濱口優に「銛の師匠」と言わしめるほどである。一ディレクターがこれほどの技術を持っていることは非常に珍しく、実践することから学んだ知識を自ら出演することになった「地球征服するなんて」や自身のYouTubeチャンネルに生かしている。
以前はスタッフに徹しており、テレビ画面に登場することはなかったが、2017年放送の『陸海空地球征服するなんて』の企画「部族アース」で南米ペルーのアマゾン奥地に住む戦闘部族アワフン族の取材を行った際、撮れ高を狙うため、出演者のU字工事らと友寄らスタッフの二手に分かれて撮影を行ったことでテレビ初出演を果たした。
その後も、現地の川魚を生で食す、川の水をそのまま飲む、高アルコールの酒を飲み干すなどの破天荒な行動が視聴者の間で話題となり、取材ディレクターでありながら、他出演者と同様の扱いを受けるまでになった。同じくペルーのシピボ族が暮らすプエルトフィルメーサ村の女性から、絶対に取れないと言われているウィトという果物の汁（現地では刺青の塗料として用いられる）を「美容に良い」と言われ全身に塗ったところ、顔を含め体が真っ黒になってしまい、話題となった。塗った後の肌の色がナスのような黒紫色に見えたことから、番組のスタジオ出演者である生駒里奈に「ナスD」（ナスディレクターの略称）や「破天荒ナスD」と名付けられ、以後その名称で呼ばれることとなった。その後、訪れたロボヤナティバ村に住む女性に、漂白剤で落とせると聞き数日かけて色を落としたため、「元ナスD」と改名されたものの、未だに「破天荒ナスD」という名前で呼ばれることが多い。番組内では他にも多くの無茶を行なっていたが、帰国後の健康診断の結果はなぜか異常なしだった。
無人島生活のロケで獲ったサメ一尾を完食する様子を自身のYouTubeチャンネルで公開するなど、大食漢としても知られており、ある大食い選手権で準優勝をしたことがある。他にも大食いエピソードとして、AD時代に大食い企画の事前ロケハンでマグロを一尾食べ尽くしたことがある。また、昆虫やサル肉など、滞在先の部族の村で出された日本人が普段食べないような料理も「部族の人たちが昔から好んで食べているものは不味いわけがない」という理由で全て残さず完食するなど、食や生命に対する思いが非常に強い。逆に現地の人ですら食べないようなものまで食べ、ドン引きされたことすらある。
破天荒な一面ばかり注目されがちだが、料理や絵、弾き語りなど非常に多芸であり、度々訪問先で披露している。また訪問する場所の情報などを事細かく調べノートにまとめるなど、勉強熱心な一面も持っているほか、取材で必要とは言え、特筆すべきほどの並外れたコミュニケーション力と体力も兼ね備えている。
小説家の吉本ばななは友寄や『ナスD大冒険TV』のファンであることを公言している一方、友寄自身も吉本のファンであることを明かしている。

## 主な訪問先
いずれもYouTubeチャンネルに滞在の様子が投稿されている。
- 南米 アマゾン・ペルー （アワフン族（英語版）、シピボ族（英語版）、ボラ族（英語版）、カンドシ族（スペイン語版）など）-『陸海空地球征服するなんて』でアマゾン奥地で原始の生活を営む人々の暮らしを取材した。
- 宇治群島・日本 -『よゐこの無人島0円生活』の企画でナスDとして出演した際に二度滞在。二度目の滞在時は小鮫島の崖に家を建て、モリでサメを捕獲し食した。
- ヒマラヤ 奥ドルポ（英語版）・ネパール （チベット族、シェルパ族）- 登山家で元テレビ朝日社員の大谷映芳らと共にヒマラヤ山脈奥地に住む人々を足掛け2年に渡り取材。その様子はテレビ朝日開局60周年記念番組『天空のヒマラヤ部族 決死の密着取材150日間』で放送されたが尺が足りなかったため、『ナスDの大冒険TV』でも放送された。
- 草垣群島・日本 - 『ナスDの1人ぼっちの無人島で2泊3日0円生活』という企画で滞在。スタッフを近くの島に残し、たった一人で草垣島（上ノ島）に上陸、撮影を行いながらサバイバル生活を行った。

## 現在の担当番組
特番
- よゐこの無人島0円生活（ゼネラルプロデューサー・演出）[1] - 2017年12月29日放送の『よゐこの無人島0円生活2017』には、ナスD名義でよゐこと対決する出演者として初参加した。

## 過去の担当番組

### ゼネラルプロデューサー
- いきなり!黄金伝説。（演出兼任、以前はディレクター → チーフD）
- 陸海空 地球征服するなんて - 出演者としても参加。
- 落語者
- Kis-My-Ft2 presents オフィスラーニングバラエティ OLくらぶ
- あの遊びをバージョンアップ! キスマイGAME
- 見る人が見た!!
- キスマイ魔ジック
- まとめないで!!
- キスマイレージ
- 夏目☆記念日（演出兼任）
- 帰れまサンデー
- 天才キッズ全員集合〜君ならデキる!!〜
- 笑×演
- 運命のひと押し 〜ここで印鑑を押しますか?〜
- 東京らふストーリー
- 金曜日のどっち!?
- 家事ヤロウ!!!
- 10万円でできるかな
- サンドウィッチマン&芦田愛菜の博士ちゃん
- かみひとえ

特番
- 草彅剛のためになるっ?バラエティ（演出兼任）
- EXI怒
- テレビ朝日開局60周年記念番組『天空のヒマラヤ部族 決死の密着取材150日間』

### プロデューサー
レギュラー
- お願い!ランキング
- 『ぷっ』すま[1][5]
- ブラマヨとゆかいな仲間たち アツアツっ!（演出兼任）
- もしものシミュレーションバラエティー お試しかっ!（演出兼任）[1]

### ディレクター・演出
レギュラー
- 決定!これが日本のベスト10
- ナスD大冒険TV（出演・エグゼクティブディレクター、以前はGP）

特番
- SMAP☆がんばりますっ!!（総合演出）